# 猫町紀行
『猫町紀行』（ねこまちきこう）は、1982年（昭和57年）2月に三輪舎より発表された、つげ義春の随筆。31ページからなる豆本として発売された。

## 概要

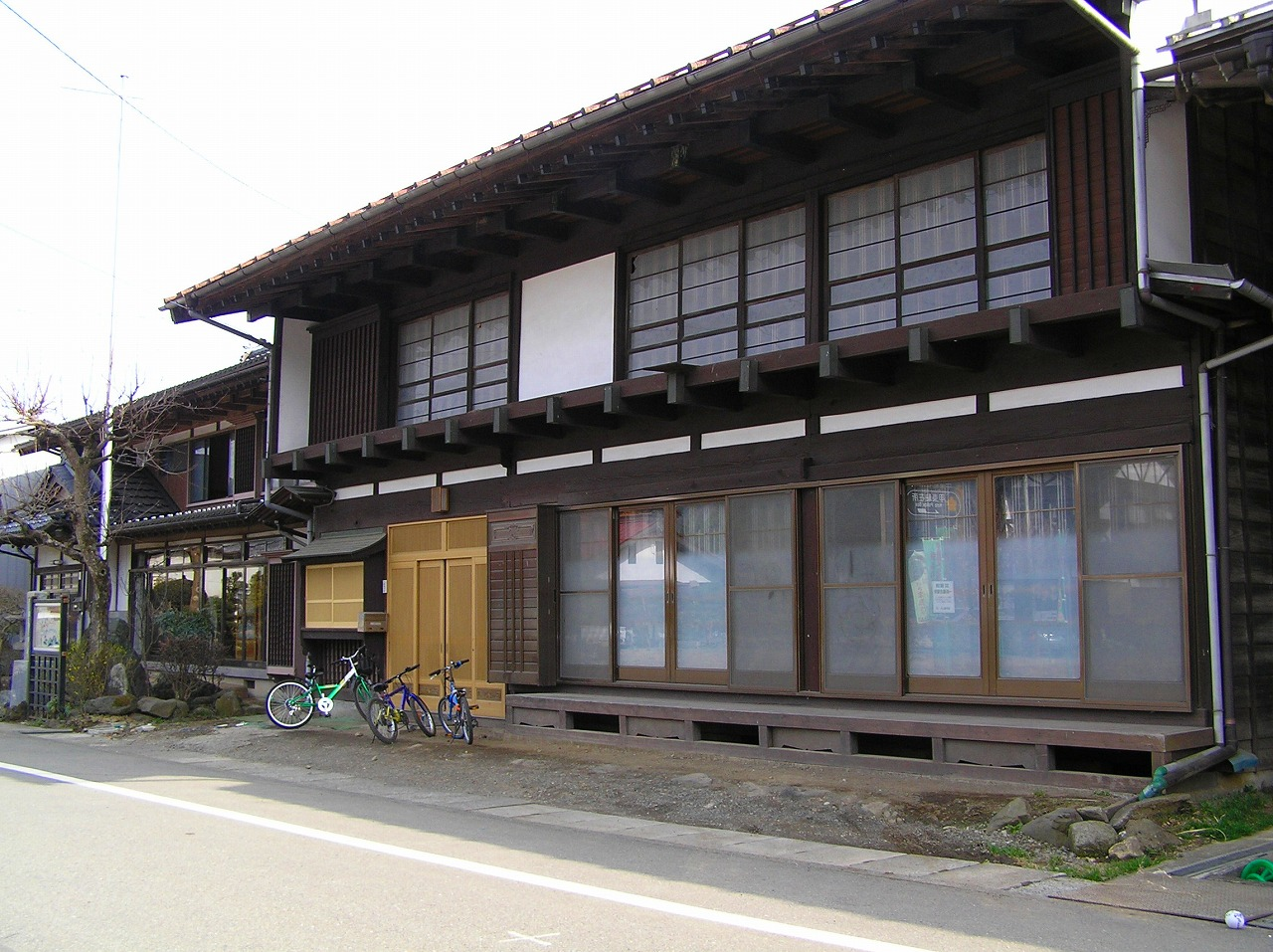
野田尻宿

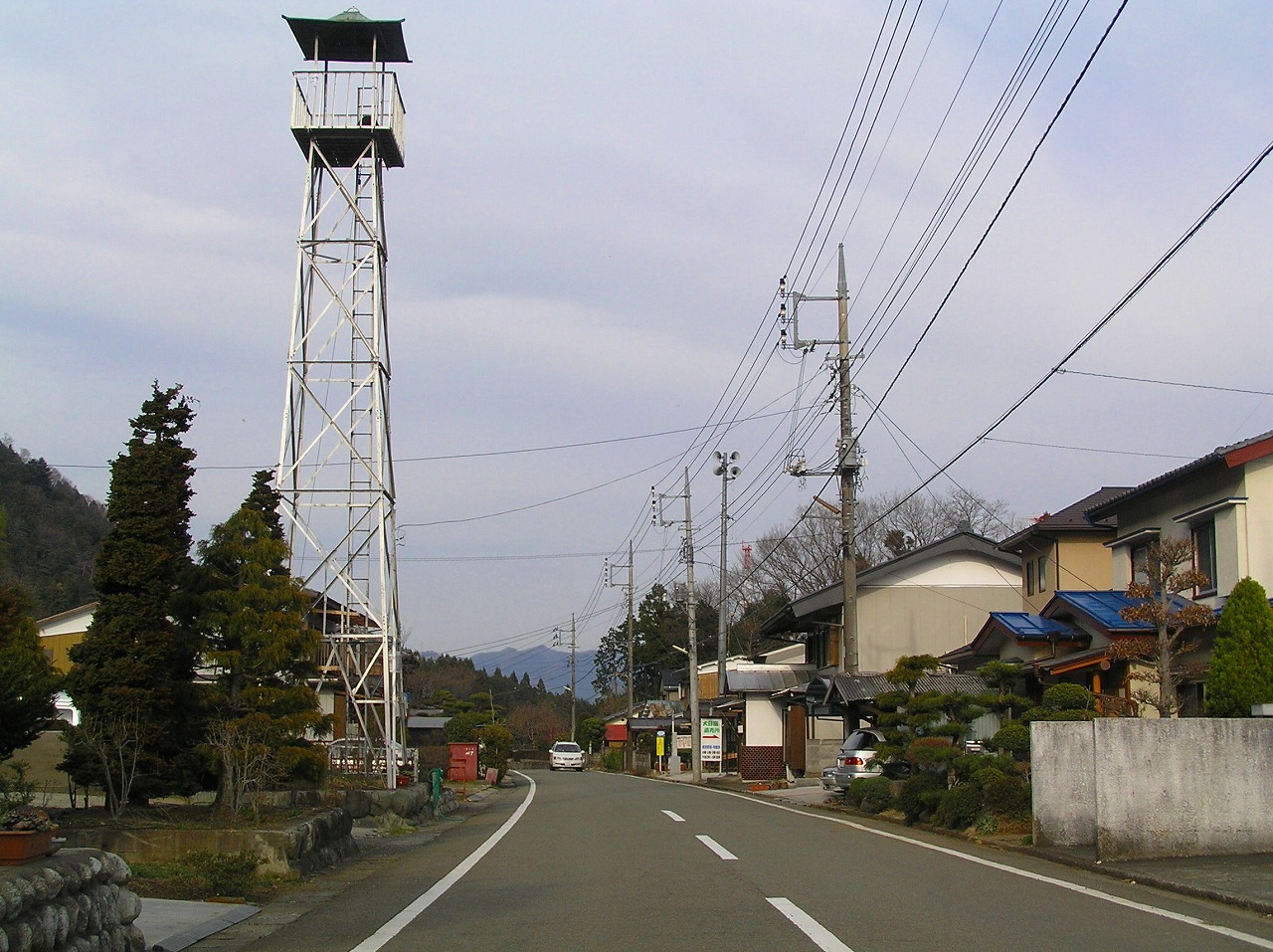
犬目宿

『猫町紀行』を発表した12 - 13年前（1969年）につげは、友人の立石慎太郎と立石の車で犬目宿を目指し、途中で道に迷う。きっかけは、立石がつげに山梨県の大月までのドライブを誘ったことに始まる。大月までの間には、犬目宿があり、宿場町に興味が深いつげが立石に犬目宿に立ち寄ることを提案した。犬目宿は現在の甲州街道を上野原で別れ、さらに旧道を10kmほど進んだ先の山中にある宿場である。2人は、上野原で名物の酒饅頭を買い、旧道を走り鶴川を通過し野田尻宿を目指した。中央道の建設で跡形もなくなった松尾芭蕉の「古池や蛙飛び込む水の音」の古池の石碑と野田尻宿を見たいと考えたからである。しかし、それらしい集落を見つけられずに先へ進んだ。野田尻から犬目へは約4km足らずの距離だが、二岐道を左手にとり、うっそうとした樹木と雑草の道を迷ったのではないかと危惧しながら登り切ると高台の頂上に出た。頂上にはすぐに交差する道があり、その道を横切るとまたすぐに下り坂になっていたが、横切る一瞬にその道の左右を見て、そこが犬目宿ではないかとつげは直感した。それは5-6mの道幅を挟んで宿場町らしい家々が建ち並んでいたためである。
ちょうど落日寸前で、辺りは一面薄紫色に包まれ、街灯がぼーっとほの白く灯っていた。いくぶん湿り気を帯びた道は清潔に掃除され、日中の日差しのぬくもりすら残っているように見えた。夕餉前特有ののどかな雰囲気を宿し、子供や老人が道で遊んでいた。そこには浴衣姿で縄跳びをする少女や、石けりをする少年のズボンには母親の温もりを感じさせるような大きな継ぎが当たっており、縁台でくつろぐ老人の姿とともに、つげに下町の賑やかな路地裏にいるに似た感情を催させた。近年の多くの宿場が時代から取り残されたようにひっそり静まり返っているのに反し、そこには健康で清潔で質素に人々は生き生きしながら営みを行っている。暗いトンネルのような樹林を抜け出てきたつげの目に、それはことさら別世界か、人里離れた隠れ里に迷い込んだような印象を与えた。しかし、一瞬に通り過ぎたために、そこが果たして犬目宿であったのか否かを確認はできなかった。つげは引き戻したい衝動に駆られたが、宿場には興味がない立石が先を急ぐように運転をするため、気兼ねをし言い出せなかった。車は坂道を下り、いつしか中央道を跨ぐ陸橋上に出ていた。日が暮れたため、大月へ行くのも取りやめ、2人はそのまま帰途に着いた。
帰路の車の中でつげ義春は、先ほどと似たような体験をしたことがあると感じていたが、それは犬目という地名から「犬」－「猫」と連想し、萩原朔太郎の『猫町』を読んだ時の内的体験だったと気づいた。作品は、もの思いにふけりながら散歩をする癖のある詩人が道に迷い、白昼夢とも幻想ともつかない猫の町に迷い込んでしまうという話で、つげは自分自身の体験がこの『猫町』に似ていると感じていた。17 - 18歳の頃つげは作品を読み、強く影響され、道に迷うことへの羨望を持っていた。つげ自身は方向感覚に優れていたため、道に迷い猫町の気分を味わうことがこれまでできなかったものが、思いがけず実現したのだった。さらには、偶然猫町を発見したことで、それまでに旅行をしても物足りなさを感じていたものが何であるかを了解した。それは、結局は湯治場でなくても宿場でなくてもよく、下町の路地裏でもどこでもよかったのである。
その後、5 - 6年は一人で再訪するつもりが機会に恵まれず、いつしか犬目宿のことは忘れかけていたとき、再び、立石がつげ義春の前に現れた。起床が昼頃と遅いつげは、日帰りの行動範囲は八王子を中心にその周辺に限られていた。その日は、八王子まで出て酒饅頭が食べたくなり、上野原へ赴き、皿に犬目宿に立石を誘った。しかし再び道に迷い、見慣れない小学校の前に出てしまい、向かいの雑貨屋で買い物ついでに道を尋ねると、店の背後のそそり立つ崖の上が犬目であることを教えられ驚愕する。いきなり頭上であると指摘されたため虚を突かれる思いがしたという。崖下と崖の上は行き来すらできず、犬目宿は桃源郷であるかのような孤立した存在のようにつげには思えた。しかも、女店主は昭和45年の大火で大半を焼失したと続けた。最初の訪問の翌年であった。「やっぱり猫町だな。いつかちらりと垣間見せてくれただけで、もう2度とお目にかかれないとは・・・」つげは茫然とした。焼け跡だけでも見るつもりで、2人は車で向かったが、数kmのはずが小1時間ほどかかってしまう。しかし、道はいつしか崖上にいったんは上がったものの、車の向きは元来た方向へ戻るように走り始めていた。しばらく探したが結局犬目宿にはたどり着けないうちに2人は帰路に着いた。「やっぱり幻想になってしまったか」－つげにはその方が猫町にはふさわしいように思えたが、心残りにもなった。ただし、犬目宿と猫町が同一かどうかの確証すらないままとなった。
（以上）

## 萩原朔太郎『猫町』とつげ義春
10代後半のつげが朔太郎の『猫町』を最初に読んだのは探偵小説雑誌の「宝石」誌上であったため、朔太郎は探偵小説家だと思いこんでいた。「宝石」は当時、江戸川乱歩が編集を行っており、「宝石」がきっかけでつげ義春は文学を知る。当時、誌上でつげは谷崎潤一郎の『小さな王国』、佐藤春夫の『オカアサン』、葉山嘉樹の『セメント樽の中の手紙』などに接した。朔太郎が詩人であることはその後に知り、『青猫』、『月に吠える』の文庫本を入手したが失望する。当時のつげ義春には詩は理解できなかった。『猫町紀行』を書く2年ほど前に『猫町』を読み直す機会があり、またある出版社から『猫町』の感想を求められ原本のコピーを読んでいる。しかし私生活が猫町どころではなく、感想は何も思い浮かばなかったため、依頼を断ったものの、いずれ漫画か文章にするつもりでいた。
2度も道に迷ったのは、崖上を縦走する旧道の存在に気付かずに、崖下ばかりを徘徊していたからだとつげが気づいたのは、ずっと後になってからであった。旧道は、上野原から一旦下り、鶴川の河原へ出て、そこから崖上に野田尻宿、犬目宿と続いていることに気付かなかったのである。犬目宿という変わった地名は、古く狗目嶺（いぬめとうげ）によるもので、極めて高いところにある狗の目のように遠望できるというところからきており、房総の海まで見えることもあったという。その後、つげは犬目宿の先の猿橋あたりや大月、さらにその先の笹子峠の頂上へも赴いている。

## 高野慎三による検証
1976年 - 1977年当時、高野慎三はつげの自宅で旅行譚に明け暮れていたが、あるとき偶然に甲州街道が話題に上る。上野原の町の一時代前の雰囲気の魅力とともにつげ義春の口から出たのは犬目宿のことであった。立石の車で道に迷った際の話題であった。鳥沢宿へ行った記憶は確実にあるのだが、犬目や野田尻に関しては曖昧であった。高野はつげとのこの会話から間もなく、甲州街道の踏査を決意する。1970年代のこの当時、観光コースから外れた旧甲州街道は旧街道、旧宿場の雰囲気をよく残していた。その後、年に3-4回は通い、つげに踏査報告をした。1989年刊の『山野記』（梶井純、菅野修、他共著）にはつげのエッセイ『秋山村逃亡紀』が書き下ろされるが、その直前に高野は上野原を初訪し、同時に鶴川宿から野田尻宿までを辿り、野田尻宿のまっすぐに走る旧街道を挟んで軒を並べる木造民家群に感動する。さらに高野は野田尻宿の真ん中に立ち、つげが『猫町紀行』で描写した宿場跡は犬目宿ではなく、ここに違いないと直感する。高野は偶然に1960年代の甲州街道を記録した書物の1冊として『甲斐路の旅』（浅野孝一）というガイドブックを持っていたが、山の紹介が主のその書物の中に、旧甲州街道の情景にも言及した箇所があり、『猫町紀行』の読後に改めて本書を取だしてみると、犬目宿跡の写真が紹介されているのを見つける。『猫町紀行』の中の犬目宿の描写に「どこかでその風景に出会ったことがある」と思いだしたからに他ならなかった。高野は明らかに『猫町紀行』に描写された情景を野田尻宿のものだと推察したが、『猫町紀行』の中の「急に目の前にした光景を見て、ことさら別世界に、人里はなれた隠里に迷い込んだように思えたのだった」という記述に強く惹かれる。
野田尻から徒歩で20-30分街道を西進すると旧道は人一人がやっと通れるほどの細道となり、南側が目も眩むほどの断崖絶壁の「座頭ころばし」と呼ばれる難所がある。そこを過ぎると淋しい村落・新田があり、犬目宿になる。しかし、犬目宿は1970年の大火で町ごと焼き尽くされ、その際には八王子からも真っ赤な夜空が見えたほどであった。従って、『猫町紀行』で描写されたような情景はもともと存在しなかったことが判明する。高野は、つげが見た情景は犬目ではなく野田尻であったと確信する。『甲斐路の旅』には、大火前の犬目宿の様子が写真で記録されているが、舗装される以前の雨降り後の街道は泥んこで、宿内の両側には街道時代のままの民家が並んではいるが、さびれた感じが強く「下町の路地裏のような賑やかさ」からはほど遠く、寂寥感だけが漂っていた。高野が最初に訪問したのは2月であったが、「夕餉前のひとときといったのどかさ」もなく、ひたすらわびしい気配だけがあった。その後、高野は犬目宿を4度訪問している。